# JEF
JEF (på fransk "Jeunes Européens Fédéralistes", på engelsk "Young European Federalists", på tysk "Junge Europäische Föderalisten") er en føderalistisk ungdomsorganisation, der arbejder for at fremme europæisk integration og samarbejde. JEF findes i de fleste europæiske lande, også udenfor EU, og har i alt mere end 25 000 medlemmer. Den danske del af JEF hedder Europæisk Ungdom, eller JEF Danmark.